# Ligue 1 (Republik Kongo)
Die Ligue 1 ist die höchste Spielklasse des nationalen Fußballverbands der Republik Kongo und wurde 1961 gegründet. Aktuell trägt sie den offiziellen Sponsorennamen Championnat National MTN.
Rekordmeister ist Étoile du Congo mit elf Meisterschaften.

## Saison 2018/19
Folgenden 14 Mannschaften nehmen in der Saison 2018/19 am Spielbetrieb teil. Saisonbeginn war am 8. Dezember 2018.
- AS Otohô
- CS La Mancha
- Diables Noirs
- AC Léopards
- CARA Brazzaville
- AS Cheminots
- JS Talangaï
- Étoile du Congo
- Inter Club Brazzaville
- Tongo FC Jambon
- Vita Club Mokanda
- Patronage Sainte-Anne
- Nico-Nicoyé
- AS Kondzo

## Alle Meister
- 1961: Diables Noirs (Brazzaville) bt AS Cheminots (Pointe-Noire)
- 1962–66: nicht ausgetragen
- 1967: Étoile du Congo (Brazzaville)
- 1968: Patronage Sainte-Anne (Brazzaville)
- 1969: CARA Brazzaville (Brazzaville)
- 1970–71: Victoria Club Mokanda (Pointe-Noire)
- 1972: nicht ausgetragen
- 1973: CARA Brazzaville (Brazzaville)
- 1974: nicht ausgetragen
- 1975: CARA Brazzaville (Brazzaville)
- 1976: Diables Noirs (Brazzaville) bt Vita Club Mokanda (Pointe-Noire)
- 1977–78: Étoile du Congo (Brazzaville)
- 1979: Étoile du Congo (Brazzaville)
- 1980: Étoile du Congo (Brazzaville)
- 1981–82: CARA Brazzaville (Brazzaville)
- 1982–83: Kotoko MFOA (Brazzaville)
- 1983: Étoile du Congo (Brazzaville)
- 1984: CARA Brazzaville (Brazzaville)
- 1985: Étoile du Congo (Brazzaville)
- 1986: Patronage Sainte-Anne (Brazzaville)
- 1987: Étoile du Congo (Brazzaville)
- 1988: Inter Club (Brazzaville)
- 1989: Étoile du Congo (Brazzaville)
- 1990: Inter Club (Brazzaville)
- 1991: Diables Noirs (Brazzaville)
- 1992–93: nicht ausgetragen
- 1994: Meisterschaft abgebrochen
- 1995: AS Cheminots (Pointe-Noire) 1-0 Patronage Sainte-Anne (Brazzaville)
- 1996: Munisport (Pointe-Noire)
- 1997: Munisport (Pointe-Noire) bt Union Sport (Brazzaville)
- 1998: Vita Club Mokanda (Pointe-Noire) 1-0 Étoile du Congo (Brazzaville)
- 1999: nicht ausgetragen
- 2000: Étoile du Congo (Brazzaville)
- 2001: Étoile du Congo (Brazzaville) 1-0 CS La Mancha (Pointe-Noire)
- 2002: AS Police (Brazzaville) 2-1 Étoile du Congo (Brazzaville)
- 2003: Saint Michel d’Ouenzé (Brazzaville)  0-0 CS La Mancha (Pointe-Noire) (4-3 n. E.)
- 2004: Diables Noirs (Brazzaville) 2-1 AS Police (Brazzaville)
- 2005: AS Police (Brazzaville)
- 2006: Étoile du Congo (Brazzaville) 1-0 CS La Mancha (Pointe-Noire)
- 2007: Diables Noirs (Brazzaville) 2-0 AS Ponténégrine (Pointe-Noire)
- 2008: CARA Brazzaville (Brazzaville) 2-1 FC Bilombé (Pointe-Noire)
- 2009: Diables Noirs (Brazzaville)
- 2010: Saint Michel d’Ouenzé (Brazzaville) 3-2 AC Léopards (Dolisie)
- 2011: Diables Noirs (Brazzaville) 2-0 AC Léopards (Dolisie)
- 2012: AC Léopards (Dolisie) 1-1 Diables Noirs (Brazzaville) (4-2 n. E.)
- 2013: AC Léopards (Dolisie)
- 2014: Meisterschaft abgebrochen
- 2015: Meisterschaft abgebrochen
- 2016: AC Léopards (Dolisie)
- 2017: AC Léopards (Dolisie)
- 2018:  AS Otohô (Oyo)
- 2019:  AS Otohô (Oyo)
- 2020:  AS Otohô (Oyo)
- 2021:  AS Otohô (Oyo)
- 2021/22: AS Otohô (Oyo)
- 2022/23: AS Otohô (Oyo)
- 2023/24: AC Léopards (Dolisie)
- 2024/25 : nicht ausgetragen